# Козловский, Василий Григорьевич
Василий Григорьевич Козловский (22 марта 1913 — 1 марта 1988) — советский учёный в области племенного животноводства и кормления с.-х. животных, член-корреспондент ВАСХНИЛ (1972).

## Биография
Родился в г. Армавир. Окончил Северо-Кавказский зоотехнический институт (1938).
- 1939—1948 главный зоотехник племсовхоза «Михайловка» Сумской области (1939—1941), племсвинсовхоза «Прималкинский» Кабардино-Балкарской АССР (1942), племзавода «Никоновское» Московской области (с 1942).
- 1948—1950 заместитель директора по научной работе Контрольно-опытной станции по откорму свиней.
- 1950—1955 старший научный сотрудник, с 1953 руководитель лаборатории ВНИИ мясной промышленности.
- 1955—1960 директор племзавода «Никоновское».
- 1960—1961 начальник отдела науки Главного управления сельхозвузов МСХ РСФСР,
- 1961—1962 начальник управления племенного дела МСХ РСФСР,
- 1962 заместитель министра сельского хозяйства РСФСР.
- 1962—1966 советник по сельскому хозяйству Посольства СССР в Великобритании.
- 1966—1970 директор ВНИИ животноводства.
- 1970—1975 заместитель директора по научной работе Сибирского н.-и. и проектно-технологического института животноводства.
- 1975—1979 консультант Алтайского н.-и. и проектно-технологического института животноводства.
- 1979—1988 консультант Всесоюзного научно-производственного объединения по племенному делу в животноводстве МСХ СССР.

## Научная деятельность
Разработчик теории и практики применения межпородного промышленного скрещивания свиней основных отечественных пород.

### Публикации
- Интенсивное животноводство Англии. — М.: Колос, 1967. — 335 с.
- Интенсификация производства свинины в специализированных хозяйствах / соавт.: А. П. Майоров, И. И. Тонышев. — М.: Россельхозиздат, 1979. — 270 с.
- Племенное дело в свиноводстве / соавт.: Ю. В. Лебедев и др. — М.: Колос, 1982. — 272 с.
- Технология промышленного свиноводства. — 3-е изд., перераб. и доп. — М.: Россельхозиздат, 1984. — 334 с.
- Гибридизация в промышленном свиноводстве / соавт.: Ю. В. Лебедев, И. И. Тонышев. — М.: Россельхозиздат, 1987. — 271 с.

## Награды и звания
Доктор с.-х. наук (1962), профессор (1964), член-корреспондент ВАСХНИЛ (1972). Специалист в области племенного животноводства и кормления с.-х. животных.
Заслуженный зоотехник РСФСР (1958). Заслуженный деятель науки РСФСР. Награждён двумя орденами «Знак Почёта» (1957, 1966), 7 медалями.